# Stonewall Jackson (piosenkarz)
Stonewall Jackson (ur. 6 listopada 1932 w Tabor City, zm. 4 grudnia 2021 w Nashville) – amerykański piosenkarz, gitarzysta i muzyk country, który swoją największą sławę osiągnął podczas „złotej” ery honky-tonk w latach pięćdziesiątych i wczesnych sześćdziesiątych XX wieku.

## Życiorys
Urodził się w Tabor City w Karolinie Północnej w Stanach Zjednoczonych Jackson był najmłodszym z trójki dzieci. Stonewall nie jest pseudonimem; został tak nazwany na cześć generała Konfederacji Thomasa „Stonewall” Jacksona.
Ojciec Stonewalla zmarł, gdy miał dwa lata, a matka przeniosła rodzinę do Moultrie w Georgii. Jackson dorastał tam pracując na farmie swojego wuja. Jackson zaciągnął się do marynarki wojennej w 1950 i zakończył służbę w 1954. Przeniósł się do Nashville w stanie Tennessee w 1956 roku.
Po wysłuchaniu taśmy demo Jacksona, Wesley Rose, prezes Acuff-Rose Music, zaaranżował Jacksonowi przesłuchanie do Grand Ole Opry. Jackson stał się pierwszym artystą, który dołączył do Grand Ole Opry przed uzyskaniem kontraktu nagraniowego. Koncertował z Ernestem Tubbem, który został jego mentorem. Jackson podpisał kontrakt z Columbia Records w 1958 roku.
Jego przełom nastąpił pod koniec 1958 roku, dzięki piosence napisanej przez młodego George’a Jonesa „Life to Go”, który osiągnął 2. miejsce na początku 1959 roku, a jego kolejny rekord, „Waterloo”, był na 1. miejscu przez pięć tygodni i znalazł się w Top 40 listy Billboard Hot 100, gdzie osiągnął numer. 4. Utwór osiągnął również nr 24 na UK Singles Chart w lipcu 1959. Sprzedał ponad milion egzemplarzy i został nagrodzony złotą płytą. Piosenka była zapadającą w pamięć z chwytliwą melodią, w której stwierdza się, że „Każdy musi spotkać się ze swoim Waterloo”, co oznacza ich los. Piosenka podaje przykłady Adama, Napoleona i Toma Dooleya.
Od 1958 do 1971 wydał kolejnych 35 hitów z listy Top 40 country.
W 2006 roku pozwał Grand Ole Oprę o 10 milionów dolarów odszkodowania, twierdząc, że jest dyskryminowany ze względu na wiek. Jako członek Opry od ponad pięćdziesięciu lat, Jackson wierzył, że kierownictwo odsuwa go na bok na rzecz młodszych artystów. W swoim wniosku sądowym Jackson twierdził, że dyrektor generalny Opry, Pete Fisher, stwierdził, że „nie chce żadnych siwych włosów na tej scenie lub na widowni, a zanim skończę, nie będzie ich”. Fisher miał również powiedzieć Jacksonowi, że był „za stary i zbyt wiejski”. Pozew został rozstrzygnięty 3 października 2008 roku na nieujawnioną kwotę, a Jackson powrócił do występów w programie. Był członkiem Opry od 1956 roku.
Mieszkał na farmie w Brentwood w stanie Tennessee, wraz z żoną, która zmarła 11 stycznia 2019 roku. Była także jego osobistym menedżerem i prowadziła jego firmę wydawniczą, Turp Tunes. Mieli syna, Stonewall Jackson Jr.
Został wprowadzony do North Carolina Music Hall of Fame 11 października 2012 roku.
Zmarł w Nashville w stanie Tennessee 4 grudnia 2021 roku w wieku 89 lat po długiej walce z demencją naczyniową.